# Rechnen

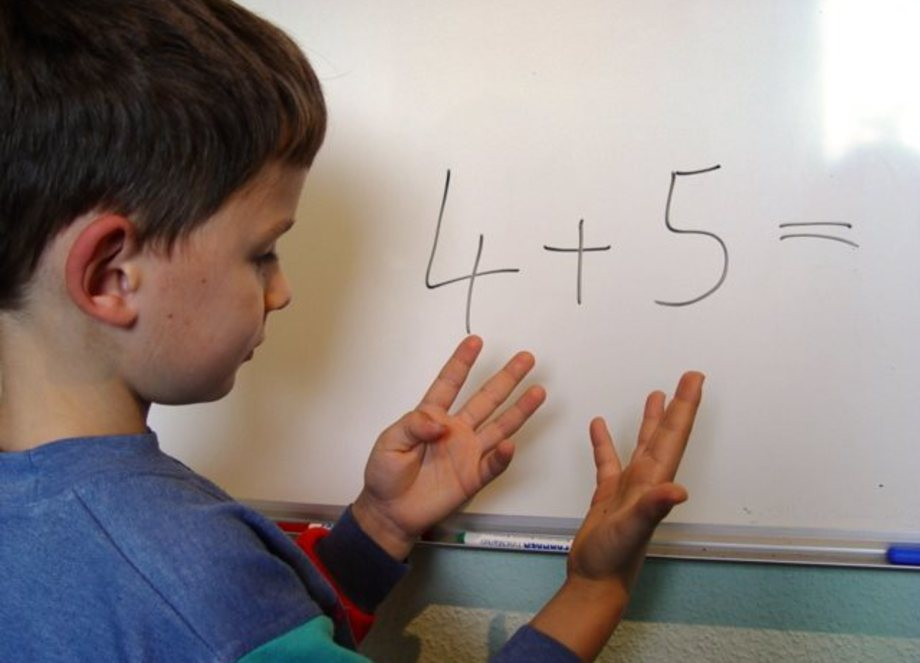
Ein Kind rechnet mit den Fingern oder: eine Rechenoperation verknüpft Objekte mit einem Operator.

Als Rechnen wird die Tätigkeit der logischen Verknüpfung von Objekten wie etwa von Zahlen bezeichnet.
Während Zahlzeichen oder Ziffern der Darstellung von Zahlen dienen, bedient sich die mathematische Notation der Verknüpfungen und Zusammenhänge zwischen den Objekten in Logik, Mathematik und Informatik anderer Symbole. Die mit solchen mathematischen Symbolen formulierten Aussagen oder Formeln entsprechen dann Sätzen einer Sprache, die formaler ist als natürliche Sprachen.
Nicht selten werden zum Rechnen auch Rechenhilfsmittel oder Rechenmaschinen eingesetzt, mit denen Algorithmen ausgeführt werden können, heute zumeist automatisiert.

## Beschreibung
Das allgemein akzeptierte Regelwerk für das Rechnen mit Zahlen wird in der Mathematik als Arithmetik bezeichnet. Im üblichen Sprachgebrauch ist davon nur ein Teilgebiet gemeint, wenn man unter Rechnen die Fähigkeit zum Umgang mit den vier Grundrechenarten – einschließlich ihrer Anwendung als Bruchrechnung, Prozentrechnung und Dreisatz – versteht. Diese elementaren Rechenoperationen sicher zu beherrschen, gehört neben dem Lesen und Schreiben zu den grundlegenden Kompetenzen, die Kinder während des Besuchs der Grundschule erwerben sollten.
Rechnen ist sowohl rein gedanklich möglich, was Kopfrechnen genannt wird, als auch mit Hilfe unterstützender konkreter Darstellungen, etwa mit den Fingern (Fingerrechnen). Weiterhin wurden unterschiedliche Rechenhilfsmittel entwickelt, wie beispielsweise Abakus, Rechenschieber oder Taschenrechner. Das in deutscher Sprache von Adam Ries 1518 verfasste Rechenbuch bezieht sich auf das Rechnen auf Linien mit einem Rechenbrett.
Für die Darstellung einer Anzahl können Kerben in einem Kerbholz dienen oder Knoten in einer Schnur, auch die einer Knotenschrift mit dezimalem Stellenwertsystem. Die zur Darstellung von Zahlen verwendeten Symbole oder Schriftzeichen werden Ziffern oder Zahlzeichen genannt.

## Etymologie
Die Bezeichnung durch das Wort rechnen, mittelhochdeutsch rechnen, rechenen, althochdeutsch rechanon aus westgermanisch *rek-no- mit der Bedeutung ‚in Ordnung bringen, reihen, gerichtet machen, rechnen‘ geht auf den indogermanischen Wortstamm *reg- ‚lenken, richten, leiten‘ zurück (wie auch lat. riga ‚Reihe‘ sowie Regal, Rechen, recht, recken und andere) und steht neben der kürzeren Nebenform rechen ‚rechnen, richtig machen‘. In weiterer Verwandtschaft sind rechen ‚mit dem Rechen arbeiten, harken‘ und rechen ‚zusammenscharren, häufeln‘ sowie rech ‚starr, steif‘ zu sehen, ferner reh dialektal mit der Bedeutung ‚aus einer Astgabel gemachte Pflugsterze‘.

## Störungen und Fördermaßnahmen
Neuere Forschungen legen nahe, dass Menschen und höhere Tierarten bereits zum Zeitpunkt der Geburt einen Zahlensinn besitzen (Stanislas Dehaene) oder über ein Grundverständnis für einfachste Rechenoperationen verfügen, wie mehr/weniger, größer/kleiner, Schätzen usw.
Aber nicht jedem fällt das Rechnen leicht. Als Störungen sind bekannt die Dyskalkulie und der Zahlenanalphabetismus. Durch Untersuchungen an Hirnverletzten oder an Schlaganfallpatienten sowie an Hirntumorerkrankten fanden die Wissenschaftler weitere Formen von Störungen im Erkennen von Zahlen und in der Rechenleistung. Daneben gibt es auch Menschen mit einer mathematischen Hochbegabung bzw. Inselbegabungen, denen das Rechnen sehr leicht fällt (z. B. Gert Mittring).
Auch innerhalb der Norm gibt es starke Unterschiede, was die Geschwindigkeit und Sicherheit im Umgang mit Zahlen angeht. Diese Unterschiede wurden über längere Zeit vornehmlich damit erklärt, dass sie durch Übungseffekte entstehen oder auf einer verschiedenen angeborenen mathematischen Begabung beruhen. Inzwischen ist es belegt, dass dabei der Herangehensweise an Rechenaufgaben eine entscheidende Rolle zukommt.
Kinder und Erwachsene, die sich mathematische Operationen bildhaft vorstellen und mit realen Erfahrungen verbinden, sind im Rechnen erfolgreicher. Sie gehen sicherer mit den Aufgaben um und brauchen weniger Wiederholungen, bis sie eine Rechenoperation beherrschen. Wer dagegen die Ebene der mathematischen Symbole nicht verlässt, bleibt trotz langer und hartnäckiger Übung im Rechnen oft unsicher. Sowohl der reguläre Mathematik-Unterricht als auch der Nachhilfe- und Förderunterricht gestalten sich daher effektiver, wenn bei der Arbeit Modelle für Zahlenräume und Rechenoperationen eingesetzt werden.